# Bahía Escocesa
Bahía Escocesa – zatoka Oceanu Atlantyckiego położona u wybrzeży Dominikany. Od południa jest ograniczona przez półwysep Samaná. U brzegów zatoki położone są miasta Nagua oraz Cabrera. Zachodnie wybrzeże zatoki jest niskie i w większości ograniczone rafą, która rozciąga się maksymalnie na dystansie około 1 mili morskiej od brzegu. Nazwa zatoki oznacza w języku hiszpańskim „Zatokę Szkocką” i pochodzi od celtyckich piratów, którzy często pływali po jej wodach. 